# Сім воронів
«Сім воронів» (нім. Die sieben Raben) — казка, опублікована братами Грімм у збірці «Дитячі та сімейні казки» (1812, том 1, казка 23). Згідно з класифікацією казкових сюжетів Аарне-Томпсона має номер 451: «Брати, що перетворилися на птахів». Перше видання 1812 року мало назву «Три ворони». 1819 року вийшла значно перероблена версія з новою назвою — «Сім воронів». Джерелом слугували розповіді сім'ї Гассенпфлуг та інших оповідачів.
1867 року німецький композитор ліхтенштейнського походження Йозеф Райнбергер презентував однойменну оперу, створену на основі казки.

## Сюжет
Один чоловік мав семеро синів, але завжди мріяв про дочку. І ось нарешті народилася у нього дочка. Дитина була маленька і квола, тому батько постановив якнайшвидше її охрестити та послав синів по воду до джерела. Коли його сини хотіли зачерпнути води, з поспіху горнятко випало їм з рук і втопилося. Брати не наважувалися повернутися додому, знаючи суворість свого батька. Тим часом батьки чекали на їхнє повернення і не могли дочекатись. Зрештою, батько, який боявся, що його дочка помре нехрещеною, вирішив, що хлопці забули за воду і крикнув зі злості, щоб вони всі стали воронами. Тоді ж вони почули над головою сім чорних воронів, однак зняти закляття вже не могли. Єдиної їхньою втіхою стала донечка, яка «набралася сил і з кожним днем гарнішала». Коли вона підросла, то дізналася про своїх братів, і відчуваючи вину за те, що їм сталося, вирушила у подорож і, зрештою, домоглася повернення їх до людської постаті.

## Екранізації
- «Сім воронів» (нім. Die sieben Raben) — німецький анімаційний фільм 1938 року;
- «Сім воронів» (чеськ. Sedmero krkavců) — чехословацький фільм-казка 2015 року.